# 신학학술원
신학학술원이란 기독교 신학과 관련하여 신학, 사회, 교회 그리고 지구촌의 문제에 대한 신학적 연구와 토론을 통하여 학술적 활동을 하는 일종의 연구단체이다. 신학연구단체로서 신학연구소보다도 활동과 권위에서 좀더 존중된다. 주로 신학전공의 교수들과 인문사회학의 학자들로 조직이 구성되어 있다. 현재 한국에 설립된 신학학술원으로는 기독교학술원, 한국 기독교학술원, 개혁주의 학술원, 그리고 한신대학교 학술원 등이 있다.

## 같이 보기
- 신학연구소